# مرغ توفان هرنبای
مرغ توفان هرنبای(نام علمی: Oceanodroma hornbyi) نام یک گونه از سرده اقیانوس‌روها است.